# Sissi – De jonge keizerin
Sissi – De jonge keizerin (Sissi – Die Junge Kaiserin) is een Oostenrijkse speelfilm uit 1956, onder regie van Ernst Marischka, die ook het draaiboek schreef. De film is het tweede deel uit de Sissi-trilogie, waarvan het eerste deel simpelweg Sissi was getiteld. Deze drie films gaan over het leven van de Oostenrijkse keizerin Elisabeth en behoren in de Duitstalige filmgeschiedenis tot de meest succesvolle films ooit.

## Verhaal
Van de hofarts verneemt Sissi dat zij zwanger is. Kort daarna wordt haar dochter Sophie geboren. Sissi's schoonmoeder, aartshertogin Sophie, is van mening dat Sissi zelf nog te onvolwassen is om een kind te verzorgen en beveelt dat de kinderkamer van de keizerlijke baby naast haar vertrekken wordt gevestigd. Sissi is hierover zeer ontstemd, en omdat haar man (keizer Frans Jozef) haar onvoldoende lijkt te steunen, vertrekt ze halsoverkop naar haar ouders (hertog Max in Beieren en hertogin Ludovika) in Possenhofen). Aanvankelijk verzwijgt ze voor haar moeder de ware reden van haar komst naar Beieren. Tijdens een jachtuitstapje met haar vader vertelt ze dat zij en haar man een crisis hebben over de opvoeding van haar dochter. Vader belooft dit niet aan haar moeder te vertellen, maar kan het uiteindelijk niet voor zich houden. Opwekkende woorden van haar moeder om toch vooral naar Wenen terug te keren mogen niet baten. Dan komt Frans Jozef zelf naar Possenhofen en deze romantische verrassing heeft het beoogde effect. Het paar verzoent zich en reist enkele dagen als gewone Oostenrijkers door Oostenrijk. 
Onderwijl dreigt Oostenrijk in een gewapend conflict verzeild te raken met Hongarije. Nationalisten, onder aanvoering van graaf Gyula Andrássy, dreigen in opstand te komen tegen de Oostenrijkers. Frans Jozef moet alle zeilen bijzetten en dan blijkt dat het vooral de charmes van zijn vrouw zijn, die de Hongaren tot mildheid stemmen. Hoogtepunt van deze episode is een hofbal, waarbij aartshertogin Sophie weigert om de Hongaarse delegatie, onder leiding van Andrássy, aan zich te laten voorstellen. Daarop willen de Hongaren demonstratief het bal verlaten. Sissi grijpt daarop in en beveelt dat het bij de volgende dans Damenwahl is (dat wil zeggen dat de dames een heer ten dans mogen vragen). De keizerin zelf vraagt daarop Andrássy ten dans en de vrede is gered. Tijdens de dans stort Sissi evenwel in. Gevreesd wordt even voor een fatale aandoening, maar de keizerin blijkt zwanger te zijn. Dochter Sophie wordt geboren. 
Aan het einde van de film worden Frans Jozef en Elisabeth gekroond tot koning en koningin van Hongarije.

## Rolverdeling
| Acteur            | Personage                      |
| ----------------- | ------------------------------ |
| Romy Schneider    | Keizerin Sissi                 |
| Karlheinz Böhm    | Keizer Franz Joseph            |
| Vilma Degischer   | Aartshertogin Sophie           |
| Magda Schneider   | Prinses Ludovika               |
| Gustav Knuth      | Hertog Max                     |
| Erich Nikowitz    | Aartshertog Franz Karl         |
| Josef Meinrad     | Kolonel Böckl                  |
| Richard Eybner    | Postmeester van Ischl          |
| Walter Reyer      | Graaf Andrássy                 |
| Senta Wengraf     | Gravin Bellegarde              |
| Helene Lauterböck | Gravin Esterhazy-Liechtenstein |
| Iván Petrovich    | Dr. Max Falk                   |
| Hans Ziegler      | Dr. Seeburger, hofarts         |
| Karl Fochler      | Graaf Grünne                   |
| Egon von Jordan   | Minister-president             |
| ?                 | Prinses Sophie (onvermeld)     |

## Trilogie
1. Sissi
2. Sissi – de jonge keizerin
3. Sissi – De woelige jaren